# Кіоск

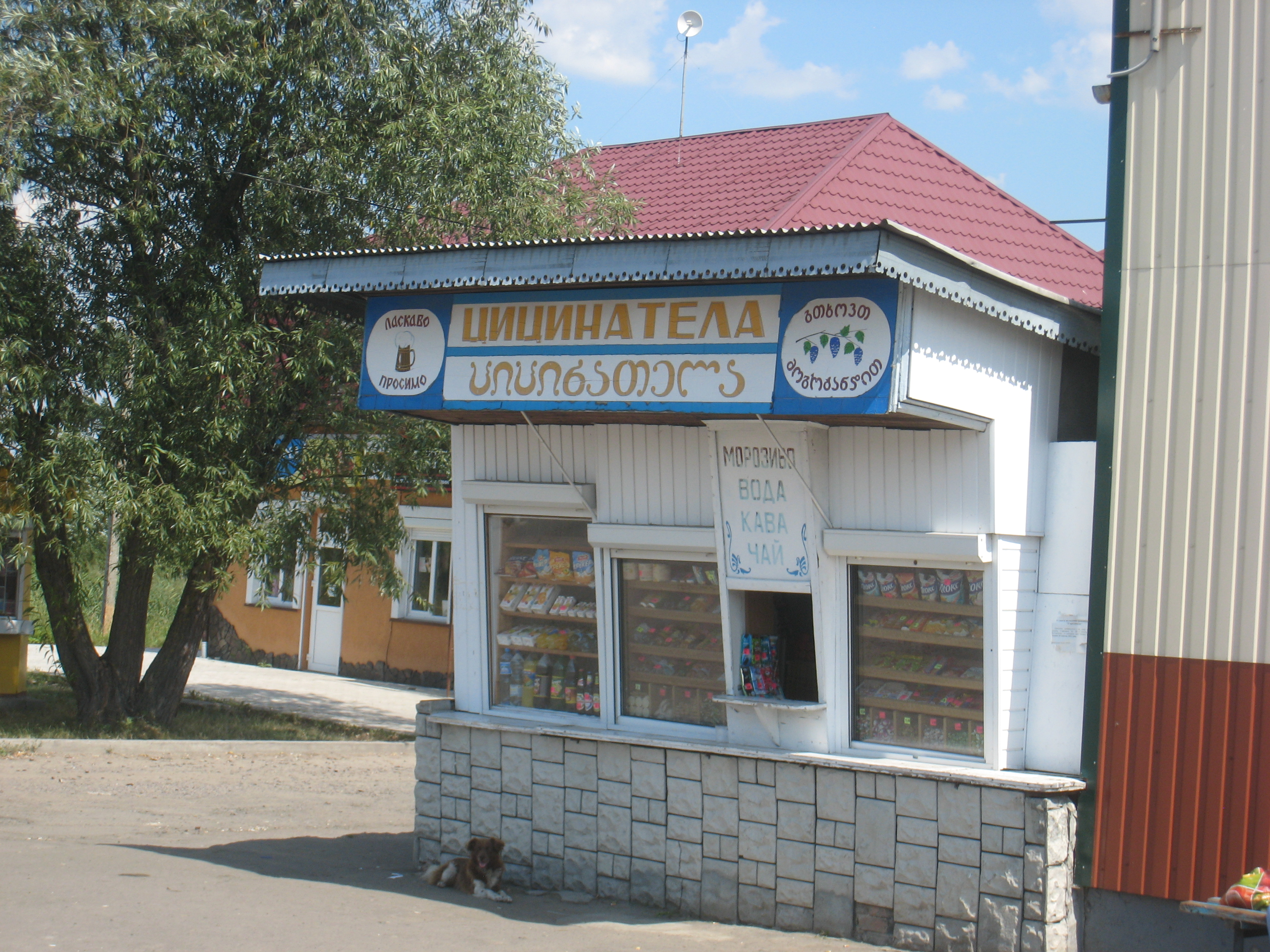
Грузинський кіоск у Горохові

Кіо́ск (також рунду́к, ларьо́к, ятка) — легка споруда, призначена для роздрібної торгівлі на вулицях, вокзалах, у парках.

## Походження назви

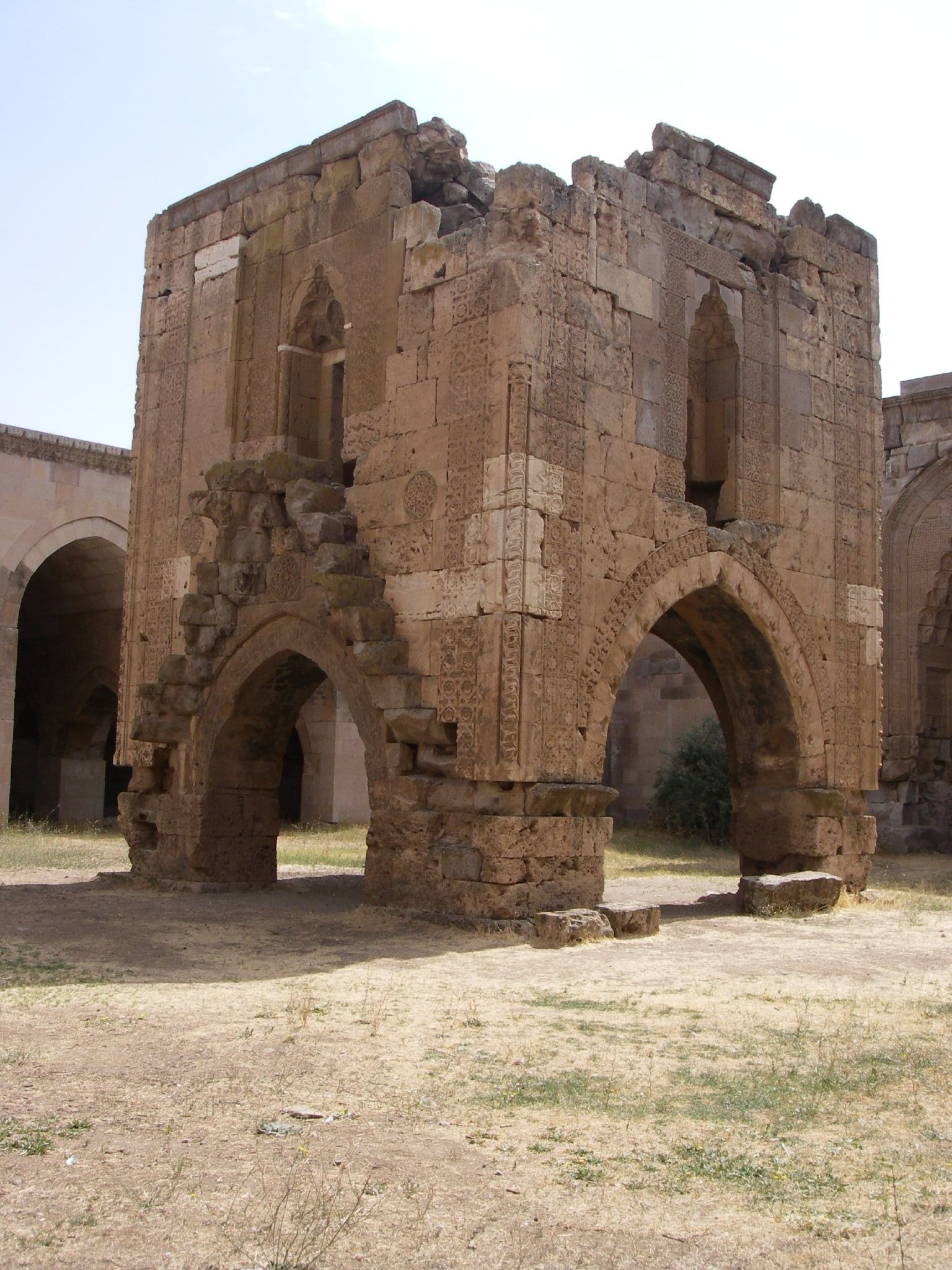
Кіоск-мечеть, Султан Хан

Слово кіоск через посередництво фр. kiosque чи нім. Kiosk походить від тур. köşk, де, можливо має перське походження (перс. کوشک — «палац», «портик»).
У первісному значенні «кіоск» — відкрита альтанка, павільйон, чий дах, як правило, підтримується колонами, з екранованими ґратами проміжками або повністю відкритими стінами. Дах таких кіосків був конічної чи пірамідальної форми або з невеликим куполом нагорі. Як будівельний стиль, він уперше був запроваджений сельджуками як прибудова до головної мечеті, що складалася з купольного залу з відкритими арочними стінами. Ця архітектурна концепція поступово перетворилася на невелику, але поважну резиденцію для османських султанів, найбільш відомі приклади: Плитковий кіоск (тур. Çinili Köşk) і Багдад-кіоск (тур. Bağdat Köşkü).
Кіоски були поширені в Персії, на Індійському субконтиненті і в Османській імперії починаючи з XIII століття. У сельджуцькій архітектурі деякі мечеті будували відкритими і називали кіоск-мечеті (тур. köşk mescidi).

## Історія
В українській мові легкі споруди для торгівлі називалися ятками, балаганами, рундуками. Їхня конструкція являла собою прилавок, споряджений навісом, дашком від сонця і негоди (рундук міг бути і відкритим). Запозичене з російської мови слово ларьок походить від ларь («великий ящик, рундук, скриня»).

## Кіоски для роздрібної торгівлі
Згідно зі законодавством України, кіоск (ятка) — різновид об'єкта напівстаціонарної роздрібної торгівлі, що займає відокремлене приміщення легкої конструкції, як правило, без торгового залу та має просте обладнання.
Кіоски використовуються для продажу недорогих товарів, таких як преса, сигарети, запальнички, міські мапи, солодощі тощо. Продавець у кіоску називається кіоске́р (у ятці — яточник).
Станом на березень 2014 в Києві близько 15 тисяч кіосків.

### Газетний кіоск
Газетний кіоск здійснює продаж друкованих періодичних видань.

## Інформаційний кіоск
Інформаційний кіоск — автоматизований програмно-апаратний комплекс, призначений для надання довідкової інформації.

## Галерея

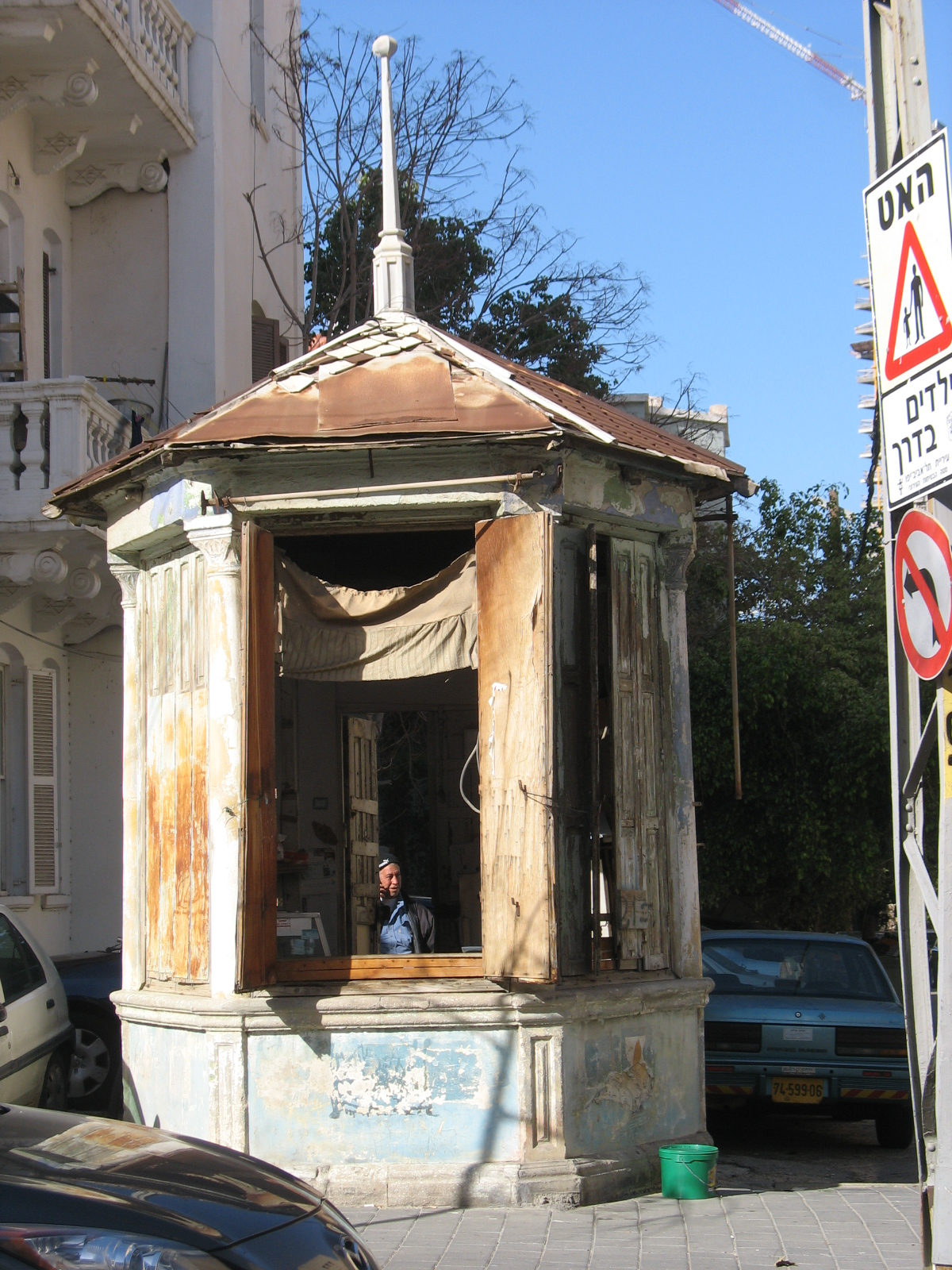
Старий кіоск у Тель-Авіві
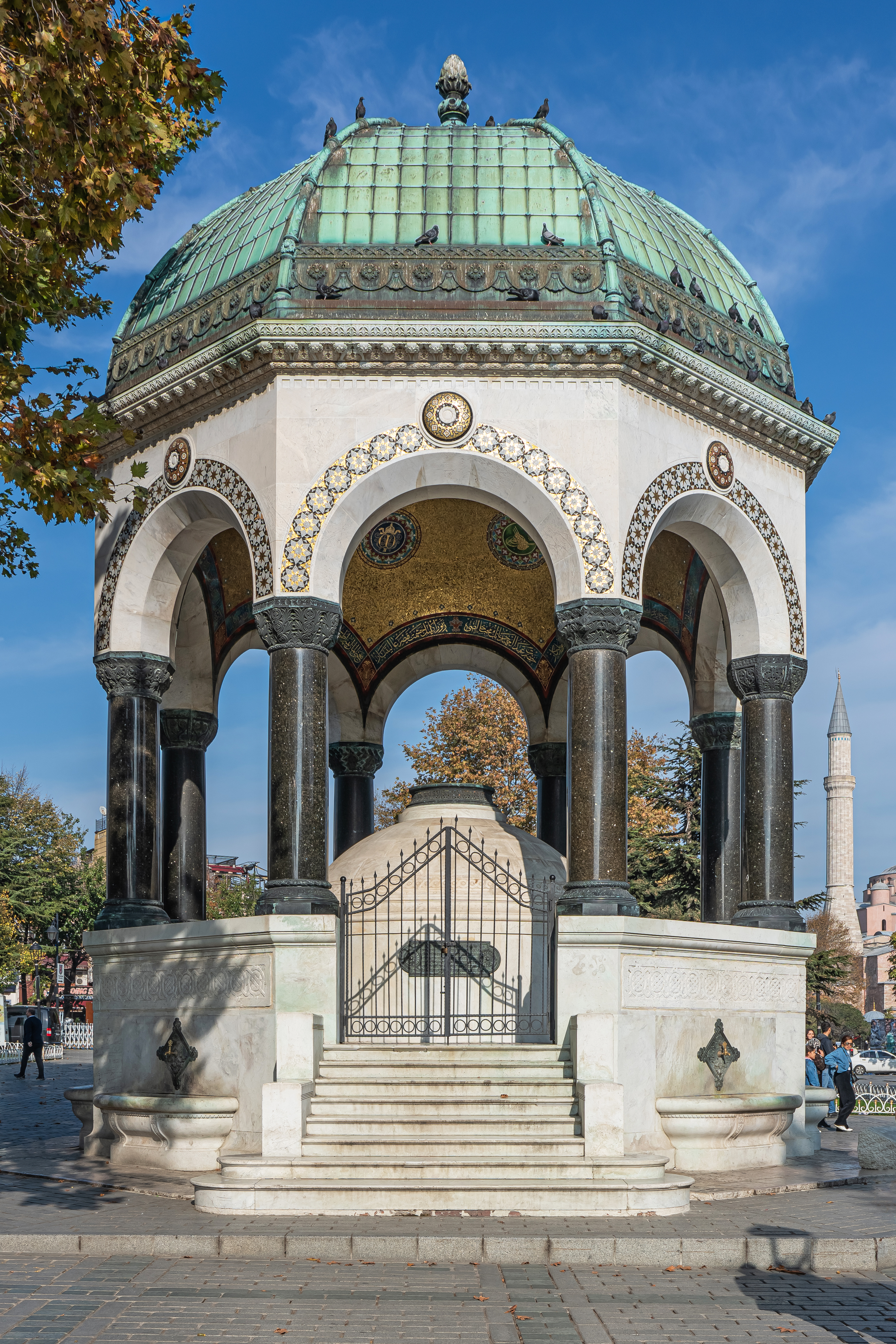
«Німецький фонтан» на Константинопольському іподромі. Стамбул
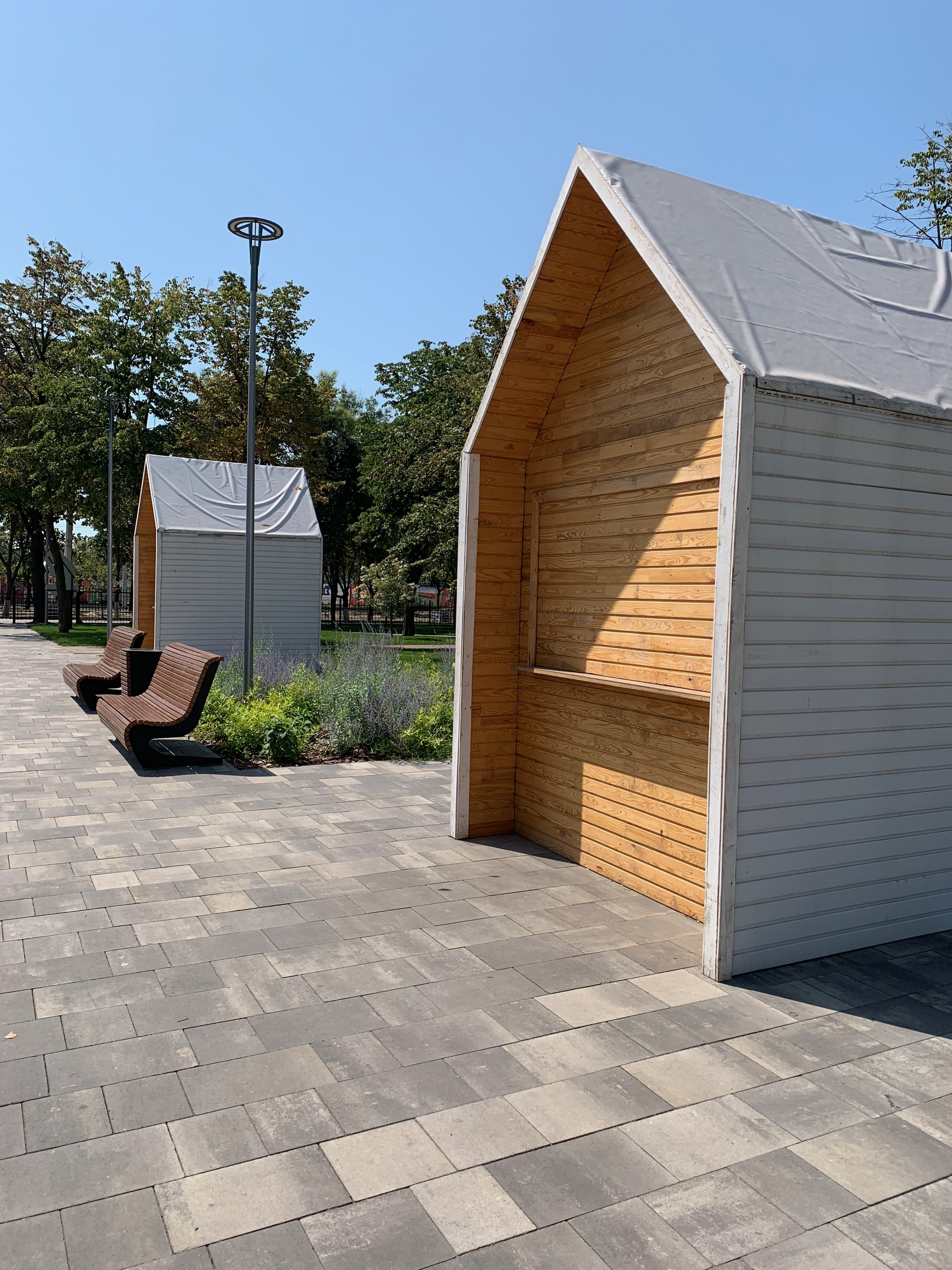
Кіоск в парку Маріуполя